# Преображенский сельсовет (Липецкая область)
Преображенский сельсовет — сельское поселение в Измалковском районе Липецкой области Российской Федерации.
Административный центр — село Преображенье.

## История
Статус и границы сельского поселения установлены Законом Липецкой области от 23 сентября 2004 года № 126-ОЗ «Об установлении границ муниципальных образований Липецкой области»

## Население
| 2010 | 2012 | 2013 | 2014 | 2015 | 2016 | 2017 |
| ---- | ---- | ---- | ---- | ---- | ---- | ---- |
| 754  | ↘714 | ↘688 | ↘653 | ↘635 | ↘628 | ↘610 |
| 2018 | 2021 |      |      |      |      |      |
| ↗612 | ↘591 |      |      |      |      |      |

## Состав сельского поселения
| №  | Населённый пункт   | Тип населённого пункта       | Население |
| -- | ------------------ | ---------------------------- | --------- |
| 1  | Заречье            | посёлок                      | ↘24       |
| 2  | Луговая            | деревня                      | 93        |
| 3  | Малая Чернава      | деревня                      | 27        |
| 4  | Муромцево          | деревня                      | 161       |
| 5  | Николаевка         | деревня                      | 4         |
| 6  | Оберец             | село                         | 39        |
| 7  | Павловка           | деревня                      | 1         |
| 8  | Преображенка       | деревня                      | 142       |
| 9  | Преображенье       | село, административный центр | 223       |
| 10 | Пушечниково        | деревня                      | 20        |
| 11 | Сергиевка          | деревня                      | 1         |
| 12 | Снежково           | деревня                      | 12        |
| 13 | Хутор имени Ленина | хутор                        | 3         |
| 14 | Черных             | хутор                        | 4         |